# 2033
L'any 2033 (MMXXXIII) serà un any comú que començat en dissabte del calendari Gregorià (Lletra dominical B), el 2033è any de l'Era Comuna (CE) o Era Cristiana, el 33è any del 3r mil·lenni i del 21è segle, i el 4t any de la dècada dels 2030.

## Esdeveniments i pronòstics

### Països Catalans
- Televisió de Catalunya compleix 50 anys d'emissió.

### Data desconeguda
- La fase final planejada del tren d'alta velocitat HS2 de la Gran Bretanya es preveu finalitzada.[1]
- Hi haurà 3 eclipsis lunars de superlluna les nits del 14 d'abril al 15 d'abril i la nit del 8 d'octubre.[2]

## Naixements
Països Catalans
Resta del món

## Necrològiques
Països Catalans
Resta del món

## Ficció

### Llibres
- Metro 2033

### Videojocs
- Metro 2033 (2010)
- The Last of Us (2013)

### Pel·lícules
- Death Racers (2008): La pel·lícula descriu una segona guerra civil americana que comença l'any 2030 i acaba el 2033 amb la construcció d'una gran presó-ciutat similar a la situació de Escape from New York.
- Tank Girl
- 2033 (pel·lícula) (2009): Una pel·lícula de ciència-ficció mexicana.[3]

### Anime i manga
- .hack//Sign  (2002-2003)

### Música
- "Drive-In Saturday" Cançó de David Bowie de 1973 descriu un món situat l'any 2033 en el que els seus habitants han oblidat com reproduir-se i necessiten mirar pel·lícules pornogràfiques antigues per recordar com es fa.[4][5]

### Altres
- El vodka Svedka  anuncia que en l'any 2033 Svedka serà el vodka més popular en el món.